# من ربات نیستم (فیلم)
من ربات نیستم (انگلیسی: I'm Not a Robot؛‏ هلندی: Ik ben geen robot) یک فیلم کوتاه علمی تخیلی محصول سال ۲۰۲۳ به زبان هلندی است که توسط ویکتوریا وارمردام نوشته و کارگردانی شده است. این فیلم داستان لارا را روایت می‌کند که پس از یک سری تلاش‌های ناموفق برای عبور از تست‌های CAPTCHA، به دنیای جدید و عجیبی وارد می‌شود. این فیلم برای نخستین بار در جشنواره فیلم هلند در ۲۳ سپتامبر ۲۰۲۳ در رقابت Golden Calf به نمایش درآمد. این فیلم برنده جایزه اسکار بهترین فیلم کوتاه در نود و هفتمین دوره جوایز اسکار شد.